# Felix Weber (politicus)
Felix Weber (Boekarest, 18 mei 1903 – Davos, 1 januari 1982) was een Zwitsers politicus.

## Loopbaan
Weber studeerde rechten in Wenen, Zürich en Bern. In 1929 studeerde hij af. Hij was gerechtsklerk te Glarus (1931-1945). Politiek gezien sloot hij zich aan bij de Vrijzinnig Democratische Partij (FDP).
Weber werd in 1946 tot vicekanselier gekozen. Hij bleef vicekanselier tot 1967. Hij gold als een expert op het gebied van rechtsvraagstukken en techniek. In 1967 was hij kandidaat voor het bondskanselierschap, maar hij werd niet gekozen. In plaats van hem werd Karl Huber gekozen.